# Beistelllehre
Als Beistelllehre wird ein Lernen in der beruflichen Bildung bezeichnet, bei der der Auszubildende den Meister bei der Arbeit beobachtet und versucht, das Gesehene nachzumachen.
Diese Form des informellen Lernens ist vor allem in Handwerksberufen verbreitet. Vorteil dabei ist die hohe Authentizität am Lernort Arbeitsplatz – fernab eines pädagogischen Schonraums. Als nachteilig wird die wenig ganzheitliche Vermittlung gesehen, die der zunehmenden Komplexität und Dienstleistungsorientierung im Berufsleben nicht mehr gerecht wird. Es würden vorwiegend eingegrenzte Kompetenzen erworben. Ferner sei nicht gewährleistet, dass Auszubildende eigenständig Aufgaben bearbeiten könnten.